# Premi Capital Verda Europea

Logotip Oficial de la Capital Verda Europea

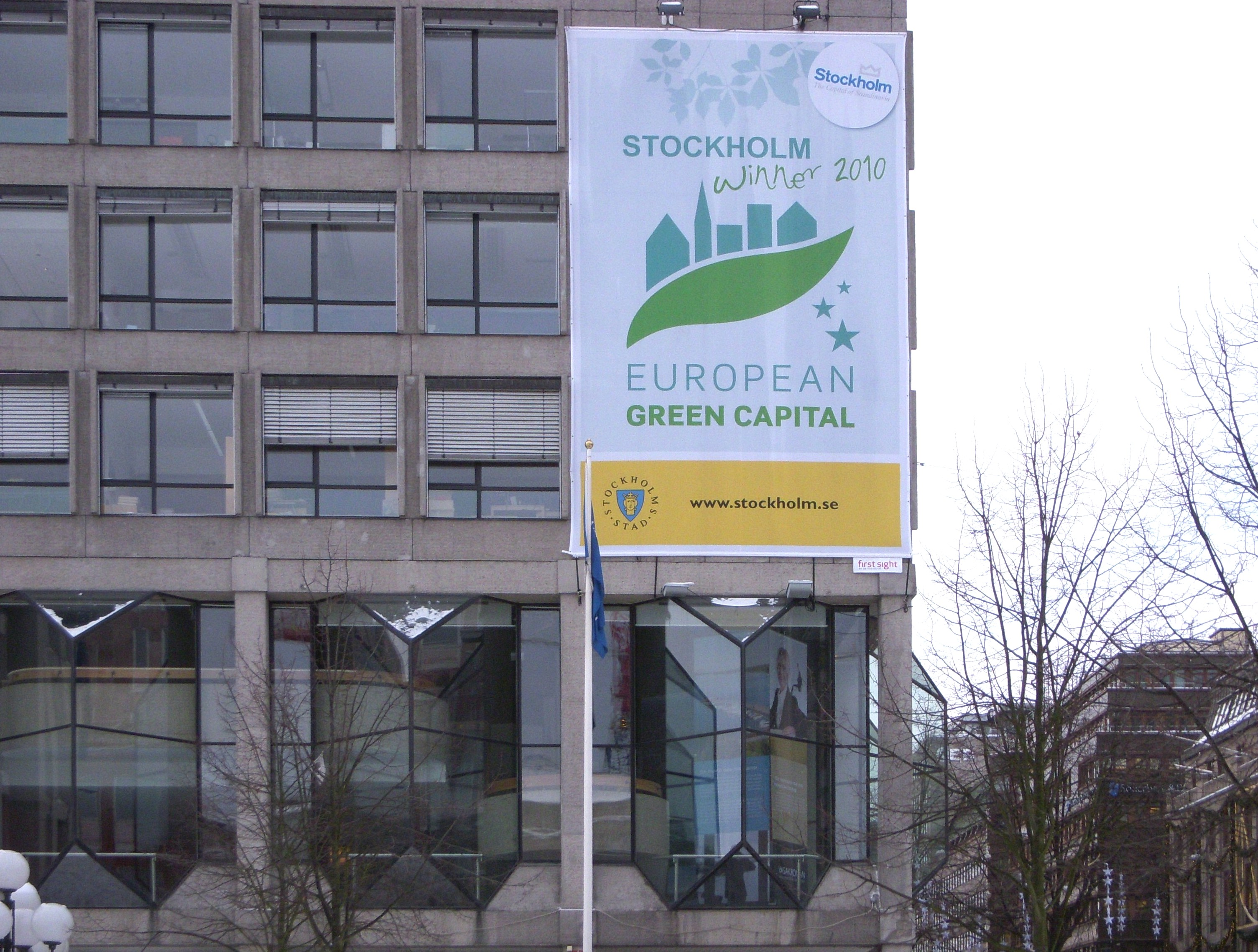
Estocolm, primera ciutat designada

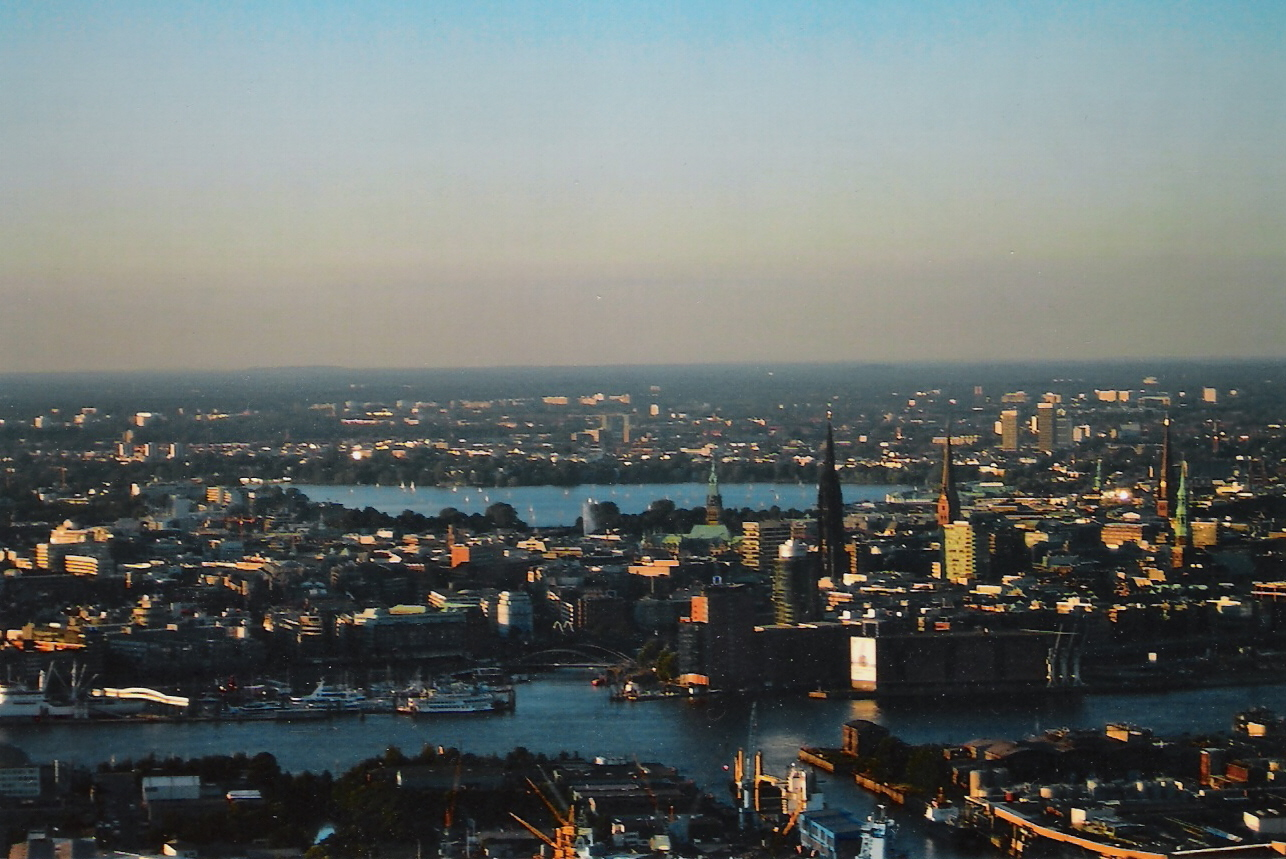
Hamburg, capital verda 2011

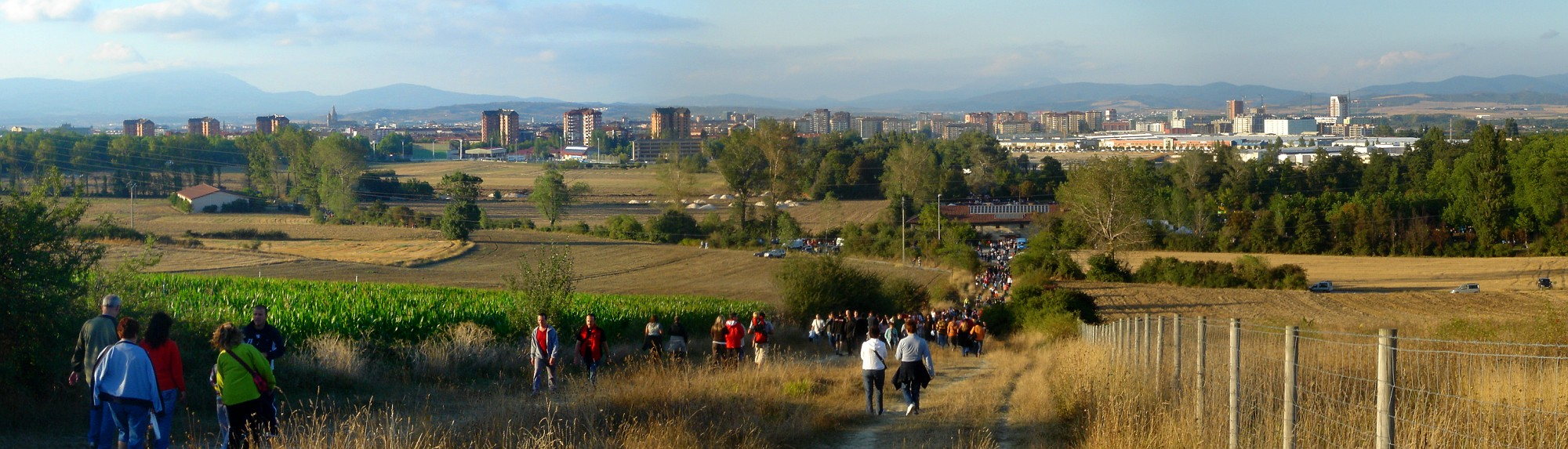
Vitòria, Capital Verda Europea 2012

El Premi Capital Verda Europea és un guardó instituït i gestionat per la Comissió Europea per reconèixer a les ciutats que millor s'ocupen del medi ambient i de l'entorn vital dels seus habitants. La ciutat que cada any ostenta la capitalitat exerceix de model d'actuació verda i comparteix les seves pràctiques amb altres ciutats.
El premi està obert, a més dels 27 països membres de la Unió Europea, als països candidats oficials (Turquia, Montenegro, Macedònia, Croàcia i Islàndia), així com als països de l'Espai Econòmic Europeu (Islàndia, Noruega i Liechtenstein).

## Ciutats guardonades[2]
- 2010:  Estocolm
- 2011:  Hamburg
- 2012:  Vitòria
- 2013:  Nantes
- 2014:  Copenhaguen
- 2015:  Bristol
- 2016:  Ljubljana
- 2017:  Essen
- 2018:  Nimega
- 2019:  Oslo
- 2020:  Lisboa
- 2021:  Lahti
- 2022:  Grenoble
- 2023:  Tallinn
- 2024:  València

## Designacions

### 2010 i 2011
35 ciutats van presentar la seva sol·licitud per ser designades Capital Verda Europea 2010 o 2011. Estocolm i Hamburg van resultar escollides respectivament per un jurat específic al febrer de 2009. Les altres finalistes van ser:  Amsterdam,  Bristol,  Copenhaguen,  Friburg de Brisgòvia,  Münster i  Oslo.

### 2012 i 2013
Per a la convocatòria de 2012 i 2013 es van presentar 17 ciutats. En el transcurs de la conferència de Capital Verda Europea a Estocolm, el 21 d'octubre de 2010, es va designar a Vitòria i Nantes com a Capital Verda Europea 2012 i 2013 respectivament. Les altres quatre finalistes van ser:  Barcelona,  Malmö,  Nuremberg i  Reykjavik.

### 2014
18 ciutats es van presentar com a candidates al premi. En una cerimònia celebrada a Vitòria el 29 de juny de 2012, Copenhaguen va ser designada Capital Verda Europea 2014. Les altres dos finalistes van ser:  Bristol i  Frankfurt del Main.